# Xã Longfellow, Quận McLean, Bắc Dakota
Xã Longfellow (tiếng Anh: Longfellow Township) là một xã thuộc quận McLean, tiểu bang Bắc Dakota, Hoa Kỳ. Năm 2010, dân số của xã này là 38 người.